# Henri Toivonen
Henri Pauli Toivonen (Jyväskylä, 1956. augusztus 25. – Korzika, 1986. május 2.) finn raliversenyző. Apja, Pauli Toivonen, 1968-ban megnyerte az Európai ralibajnokságot, testvére, Harri Toivonen szintén sikeres autóversenyző.

## Pályafutása

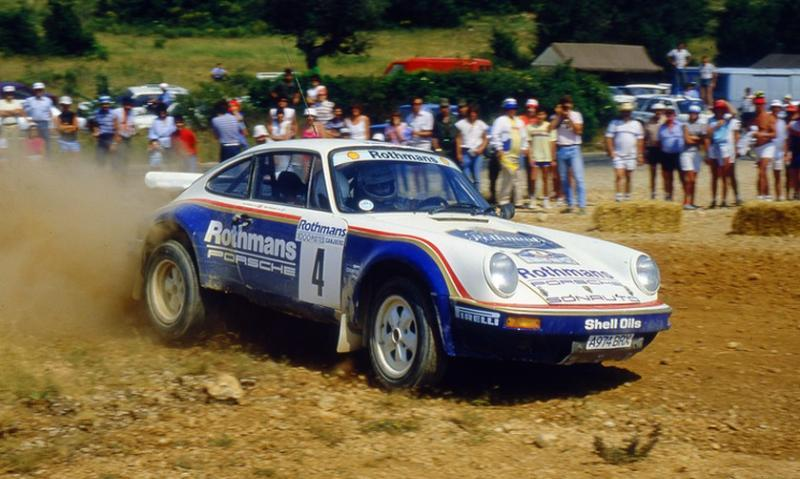
Toivonen egy Porsche 911-es kormányánál 1984-ben

Mint sokan mások, ő is gokarttal kezdte az autós pályafutását, de 19 évesen már egy Chrysler volánja mögött próbálgatta képességeit a ralipályákon. 1975-ben az Ezer tó ralin már versenyzett. 1980-ban szerezte meg első futamgyőzelmét. 1985-ben szerződtette a Lancia gyári csapata pilótának Markku Alén mellé.
1986-ban került mellé az ígéretes amerikai navigátor, Sergio Cresto, akivel sikerül megnyerniük a Monte Carlo-ralit. Ez volt a harmadik, egyben utolsó futamgyőzelme.

### Eredményei
Összesen 40 versenyen indult:
- 3 futamgyőzelem
- 11 dobogós helyezés
- 183 szakaszgyőzelem

## Halála
1986. május 2-án, pénteken 14:58-kor, Korzikán, a 18. szakaszon megcsúszott és lerepült az útról a fák közé, ahol Lanciája azonnal kigyulladt, Toivonen és navigátora a helyszínen életét vesztette. A roncs annyira kiégett, hogy semmilyen vizsgálatot nem lehetett rajta végezni. A korabeli felvételek tanúsága szerint az autójából csak a fém váz maradt meg. Évekkel később látott napvilágot az a tény, hogy a Peugeot-val vívott kiélezett küzdelem miatt a csapat úgy döntött a verseny közben, hogy leszerelik az olajteknőt és a tankot védő titánlemezt a súlycsökkentés érdekében, és nagy valószínűséggel ez okozta a Henri Toivonen - Sergio Cresto páros halálát. A balesetet követően másfél óra múlva az FIA bejelentette a B csoport év végi leszerelését.
A 100-as tempót 2,5-3 másodperc alatt elérő, és 220-as sebesség fölé gyorsuló kocsik komoly veszélyt jelentettek, és a sorozatos halálesetek miatt a csoport törlésre került. Az elképesztően erős autók szerelmesei közt tartja magát az a városi legenda, hogy az "1986-ban a portugál F1-es pályán, Estorilban Toivonen ment két kört a Lancia Delta S4-gyel. Idejével (1:18,1 perc) a hatodik helyről indulhatott volna a néhány héttel korábbi Forma-1-es Nagydíjon." Igaz az az évi portugál nagydíjat 4 hónappal Toivonen halála után rendezték.